# Cardesse
Cardesse település Franciaországban, Pyrénées-Atlantiques megyében. Lakosainak száma 294 fő (2022. január 1.). Cardesse Ledeuix, Lucq-de-Béarn, Monein és Oloron-Sainte-Marie községekkel határos.

## Népesség
A település népességének változása:
| Lakosok száma | 280  | 289  | 294  | 296  | 299  | 300  | 299  | 297  | 294  |
|               | 2013 | 2015 | 2016 | 2017 | 2018 | 2019 | 2020 | 2021 | 2022 |